# 愛德華·尼尼翁
愛德華·尼尼翁（法語：Édouard Nignon，法語發音：[edwaʁ niɲɔ̃]；1865年11月9日—1934年10月30日），出生羅亞爾河地區大區大西洋羅亞爾省的南特，曾經收購知名法式料理餐廳拉盧，是20世紀上半葉著名的法國廚師。

## 生平
他的父親皮埃爾·尼尼翁（Pierre Nignon）是個到處打零工的臨時工，母親安娜·勒蘭（Anne Le Rhun）則是一位裁縫師兼做洗衣坊，連他自己算起來總共有8個兄弟姊妹，9歲起就開始外出工作，在Cambronne餐廳當學徒，次年又改到Monier餐廳工作，這時候老闆教會他識字，因此他學會閱讀和書寫。後來他希望自己能在餐飲業更進步，於是前往巴黎繼續習藝之路，在那裏他學會製作醬汁、烘焙、當助理廚師，最後成為一名可以獨當一面的廚師。
1892年起他州由於歐陸各國工作；先是前往奧地利，再來前往英國倫敦，1894年－1901年間，愛德華·尼尼翁在凱萊奇酒店擔任主廚，之後又前往俄國莫斯科大都會酒店發展，這些年他的顧客都是知名人士，例如：俄羅斯帝國末代國王沙皇二世、奧地利皇帝法蘭茲·約瑟夫一世。

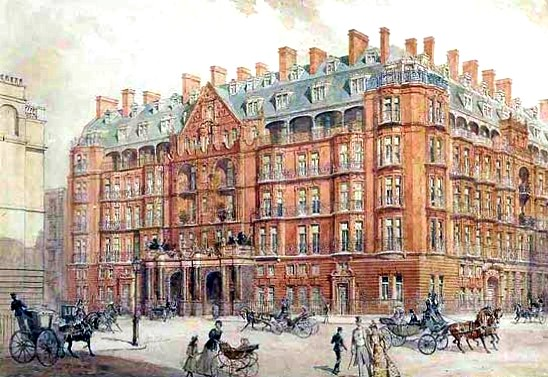
凱萊奇酒店

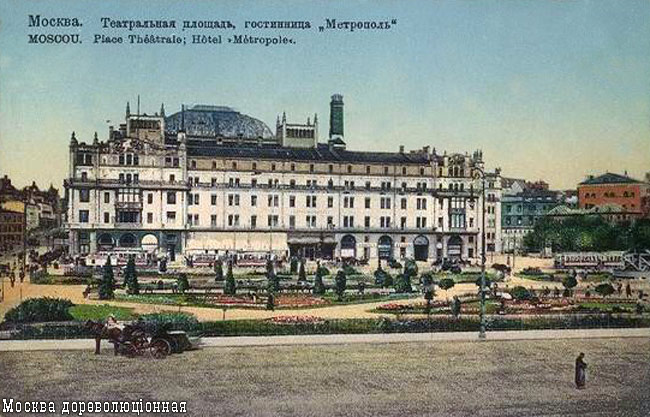
莫斯科大都會酒店

1908年愛德華·尼尼翁返回巴黎，收購了1886年創業的拉盧餐廳，在他經營的期間，改良了傳統料理，加入法國餐飲的料理特色，成功的創造出經典內臟料理貝歇爾（法語：Beuchelle），另外也有一說美國龍蝦是出自他的開發，而且他也特別喜歡開發非典型的法式料理，例如創造出著名的鴨肉料理血鴨（法語：Caneton à la presse），就是他的另一項創新。

## 著作
- 1919年 美食家的七日談和法國美食（法語：L'Heptaméron des gourmets ou les Délices de la cuisine française）[5]
- 1924年 西埃克萊爾食譜（法語：Le livre de cuisine de l'Ouest-Eclair）
- 1926年 餐桌的樂趣（法語：Les Plaisirs de la table）[6]
- 1933年 法國美食的讚美（法語：Éloges de la cuisine française）[7]
- 1935年 家庭食譜（法語：Le Précis de cuisine familiale）[8]

## 授獎
- 法國榮譽軍團勳章